# Ação declaratória de constitucionalidade
A Ação declaratória de constitucionalidade (ADC) é uma ação judicial proposta com o objetivo de tornar certo judicialmente que uma dada norma é compatível com a Constituição.
A ADC representa, no ordenamento jurídico brasileiro, uma das formas de exercício do controle de constitucionalidade concentrado. Esta define-se pelo julgamento pelo Supremo Tribunal Federal e seu respectivo entendimento, fortalecido por suas decisões.
Em outras palavras, a Ação Direta de Constitucionalidade é meio processual de garantia da constitucionalidade da lei ou ato normativo federal, consubstanciada no controle jurisdicional concentrado, por via de ação direta. Foi  instituída pela Emenda Constitucional nº 03/93 à Constituição Federal de 1988, com sede na competência originária da Corte Constitucional. O pedido só é procedente se demonstrada objetivamente a existência de controvérsia judicial em torno da constitucionalidade da norma. É necessário, ainda, que o autor refute as razões alinhavadas como fundamento à tese da inconstitucionalidade e pleiteie a declaração de sua constitucionalidade.

## Objeto
Tem por objeto o reconhecimento da compatibilidade constitucional de uma norma infraconstitucional, em abstrato. Isto quer dizer que, independentemente de um caso concreto, quando o STF analisa uma ADC, como resultado, pode emitir uma declaração de que a norma contestada não contraria de modo frontal a Constituição, embora, nada impeça que isto ocorra em determinados casos concretos.

## Tipificação e legitimidade
A ADC está tipificada no artigo 102, § 2º e artigo 103, da Constituição Federal, com base na redação pela Emenda Constitucional nº 45, de 8 de dezembro de 2004, e também pela Lei Nº 9.868 de 1999.
A Constituição estabelece em seu artigo 103 os proponentes legítimos da Ação Declaratória de Constitucionalidade:
- I - o Presidente da República;
- II - a Mesa do Senado Federal;
- III - a Mesa da Câmara dos Deputados;
- IV - a Mesa de Assembleia Legislativa ou da Câmara Legislativa do Distrito Federal;
- V - o Governador de Estado ou do Distrito Federal;
- VI - o Procurador-Geral da República;
- VII - o Conselho Federal da Ordem dos Advogados do Brasil;
- VIII - partido político com representação no Congresso Nacional;
- IX - confederação sindical ou entidade de classe de âmbito nacional.

## Considerações jusfilosóficas
Vale ressaltar, que o rol dos autores foi ampliado pela Emenda Constitucional n. 45/2004. Além dos acima citados, como originalmente concebido, passou para os mesmos autores da ação direta de inconstitucionalidade, constante no art. 103, onde encontraremos, como já visto, associações de classes de âmbito nacional, Conselho Federal da OAB, entre outros. Houve, portanto, um aumento da legitimidade ativa, com a Reforma do Judiciário.
É precioso entender que antes da existência das leis elaboradas, há relações de justiça possíveis, relações de eqüidade anteriores à lei positiva. É o espírito supra-individual, a interligação, a dependência mútua do linguajar de Elias Norbert.
Ora, no dizer do sociólogo alemão Habermas, "a condição do homem é uma lenta e prolongada construção do próprio homem". Os atos e obras dos homens se engrenam num processo civilizador (costumes criando um sentido necessário). A mudança na conduta e sentimentos humanos rumo a uma direção muito específica: interdependência de pessoas. Assim, o lidar tópico no Direito observa essa lógica que não é "razoável", nem "racional", como também não é "irracional", mas tem um "sentido necessário", posto que partindo dos problemas busca as soluções mais aceitas pelo conjunto da sociedade. Segundo este raciocíno, não se pode, portanto, imaginar esse método aplicado à ADC, vez que transforma várias realidades em uma só, criando um efeito vinculante nas várias situações concretas que exigem intervenção do Judiciário.
Por último, têm se notado pouco uso de tal instrumento, o que, segundo a pesquisa realizada, talvez advenha da organização, da resistência e da nova história que o povo brasileiro tem lutado para construir. Várias fontes caracterizam a ADC como ferindo cláusula pétrea, impossibilitando o diálogo com a realidade, que se dá através da hermenêutica tópica, no caso concreto e enfraquecendo a força normativa da constituição que deve se ancorar no sentimento constitucional vivenciado pela comunidade difusa.